# Monument aux combattants morts pour la Krajina de Bosnie
Le monument aux combattants morts pour la Krajina de Bosnie est situé à Banja Luka, la capitale de la république serbe de Bosnie, en Bosnie-Herzégovine. Inauguré en 1961, il est un des plus grands mausolées de l'ex-Yougoslavie.
Le monument est inscrit sur la liste des monuments nationaux de Bosnie-Herzégovine.

## Localisation
Le Monument aux combattants morts pour la Krajina de Bosnie se trouve dans le faubourg de Banj brdo, à une altitude de 431 m.

## Caractéristiques
Le monument est une œuvre du sculpteur croate Antun Augustinčić (1900-1979). Il a été construit dans une pierre blanche provenant de l'île de Brač.
Vu de loin, le monument prend l'apparence d'un boulet tiré sur les montagnes voisines de la Kozara et du Grmeč. La sculpture frontale de l'édifice figure un jeune homme tenant un drapeau. Les côtés sont ornés de hauts-reliefs décrivant la lutte contre les nazis et la reconstruction qui a suivi la Seconde Guerre mondiale.
Le monument domine un vaste panorama, notamment sur la ville de Banja Luka.